# Liste angolanischer Schriftsteller
Liste angolanischer Schriftsteller:

## A
- Henrique Abranches (1932–2006)
- José Eduardo Agualusa (* 1960)
- Mário Pinto de Andrade (1928–1990)

## B
- Arlindo Barbeitos (1940–2021)
- Kardo Bestilo (* 1976)
- Américo Boavida (1923–1968)

## C
- Boaventura da Silva Cardoso (* 1944)
- Viriato Clemente da Cruz (1928–1973)
- Antônio Dias Cardoso (um 1601 – 1670)
- Filipe Correia de Sá (* 1953)

## G
- Chó do Guri (1959–2017)

## J
- António Jacinto (1924–1991)

## K
- Dia Kassembe

## L
- Alda Lara (1930–1962)
- Cremilda de Lima (* 1940)
- Amélia da Lomba (* 1961)

## M
- Yara Monteiro (* 1979)
- José Mena Abrantes (* 1945)

## N
- Agostinho Neto (1922–1979)
- Ondjaki (Ndalu de Almeida) (* 1977)

## P
- Manuel Pedro Pacavira
- Pepetela (Artur Carlos Maurício Pestana dos Santos) (* 1941)
- José Maria Pimentel (* 1956)

## R
- Óscar Bento Ribas (1909–2004)
- Deolinda Rodrigues (1939–1967)

## S
- Ana de Santana (* 1960)
- Francisco Santos (* 1962)
- António Setas (* 1942)
- Rosária da Silva (1959–2022)

## T
- Ana Paula Ribeiro Tavares (* 1952)

## V
- Amplia Veiga (* 1931)
- Luandino Vieira (* 1935)